# Sveta Ana
Sveta Ana (em alemão:  St. Anna; Kriechenberg) é um município da Eslovênia. A sede do município fica na localidade de Sveta Ana v Slovenskih goricah.